# Wacław Gąsiorowski

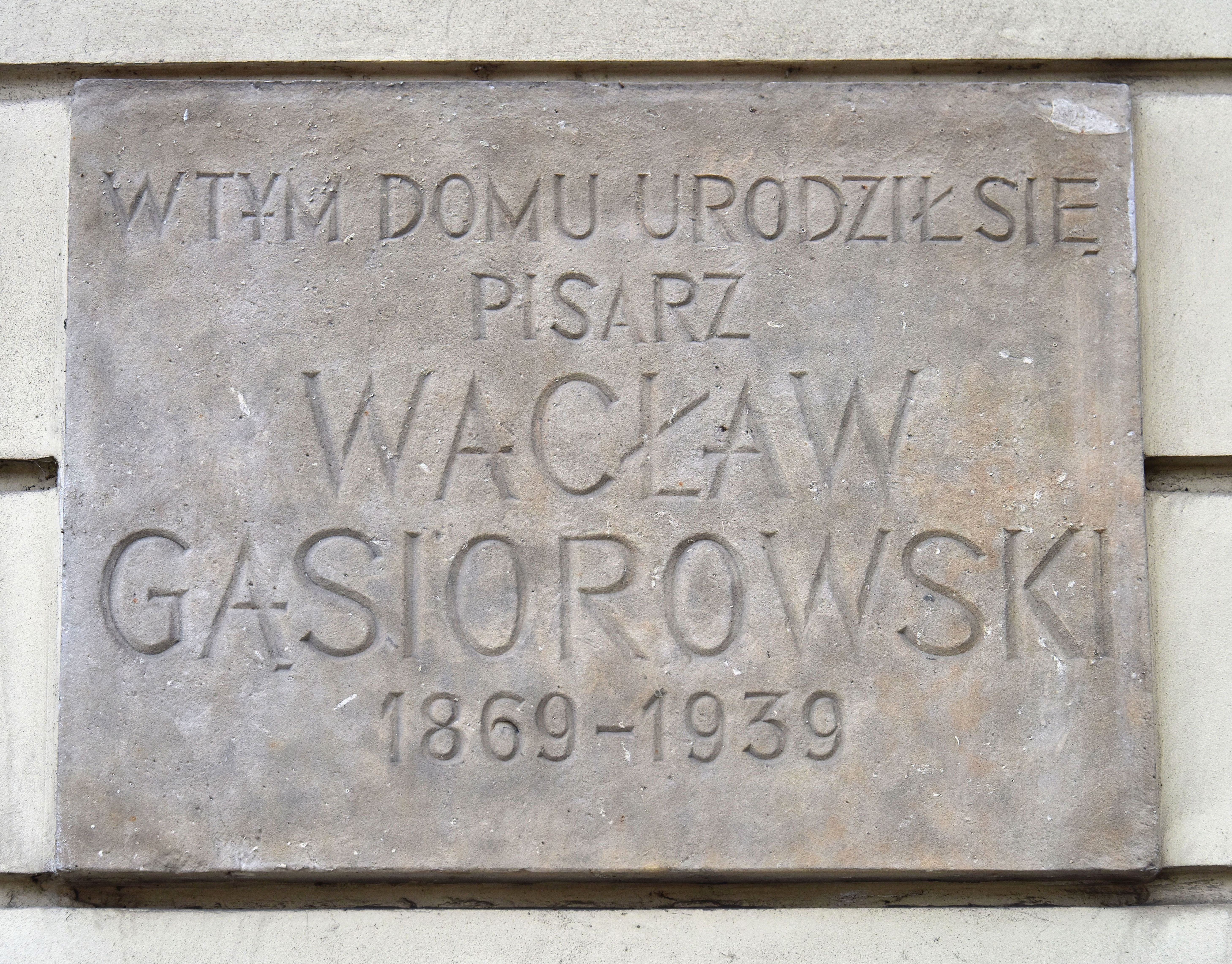
Tablica upamiętniająca Wacława Gąsiorowskiego na bocznej ścianie pałacu Biskupów Krakowskich, w którym przyszedł na świat

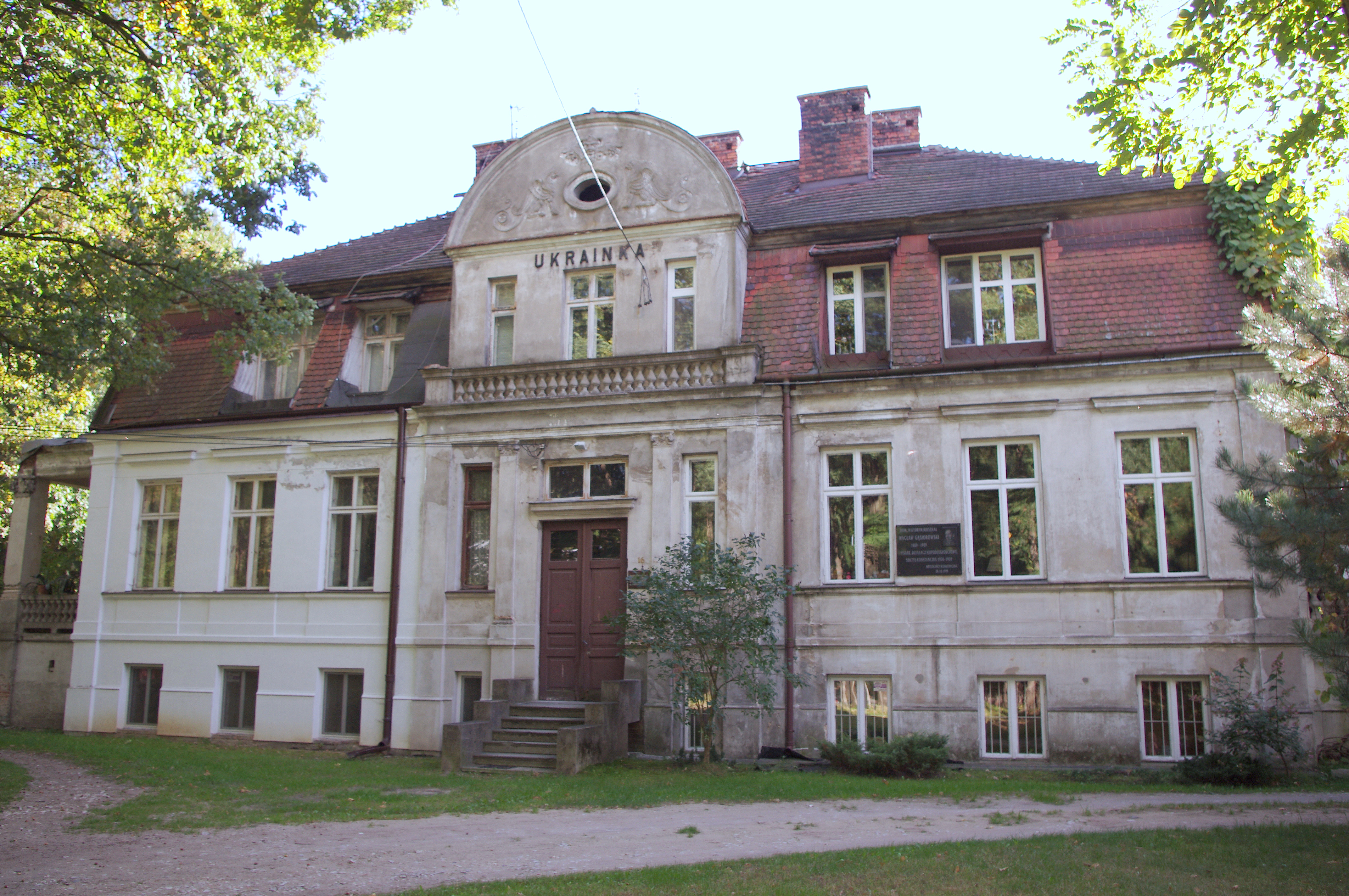
Willa „Ukrainka” w Konstancinie wraz z tablicą pamiątkową upamiętniającą Wacława Gąsiorowskiego

Wacław Gąsiorowski, ps. Wiesław Sclavus, Jan Mieroszewicz (ur. 27 czerwca 1869 w Warszawie, zm. 30 października 1939 w Konstancinie) – polski powieściopisarz, dziennikarz, publicysta, a także scenarzysta, działacz polonijny i niepodległościowy. W 1900 wydawca i redaktor periodyku „Strumień”, w latach 1921–1930 redaktor czasopism polonijnych w Stanach Zjednoczonych, autor powieści historycznych nawiązujących głównie do epopei napoleońskiej i powstania listopadowego, powieści w charakterze publicystyki, dramatów i licznych reportaży.

## Młodość
Po skończeniu nauki w gimnazjum, w wieku 15 lat rozpoczął pracę zarobkową, by móc sam się utrzymać po śmierci rodziców. Dalszą wiedzę zdobywał samodzielnie.
Pracował jako pomocnik aptekarza. Czasy te opisał w wydanej w 1900 powieści zatytułowanej Pigularz. Wcielony do armii carskiej odbył niespełna 2-letnią służbę wojskową. Napisał wówczas pierwszą sztukę teatralną Szare życie, nagrodzoną w konkursie „Kuriera Warszawskiego” i wystawioną w teatrze „Rozmaitości” w 1892. Gdy wyszedł z wojska, pracował jako księgowy. Dał się poznać jako organizator konspiracji niepodległościowej w zaborze rosyjskim, m.in. organizował tajne czytelnie w Rawie i Warszawie. Był redaktorem „Przeglądu Tygodniowego” i korespondentem „Słowa Polskiego”. W 1901, na łamach warszawskiego „Dziennika dla Wszystkich”, zaczęła ukazywać się w odcinkach powieść Huragan. I o ile krytycy przyjęli ją niechętnie, to uznanie czytelników zdobyła sobie natychmiast.

## Emigracja
Ścigany przez rosyjską Ochranę za publikację Ugodowców (książki o wizycie w Warszawie cara Mikołaja II), zmuszony był emigrować z Królestwa. Przez jakiś czas mieszkał we Lwowie, a potem wyjechał na Zachód. W Paryżu (od 1904) zajął się pisarstwem, był założycielem tygodnika „Polonia” i struktur organizacyjnych „Sokoła”.
Studiował zbiory poloniców w Muzeum w Rapperswilu, po czym wędrował po Europie szlakami kampanii napoleońskich. Był na Elbie i Korsyce, zwiedzał pola bitew pod Marengo, Somosierrą i Wagram, zbierając dokumentację do powieści z tej epoki.
Gdy wybuchła I wojna światowa czynnie włączył się w działalność na rzecz odrodzenia państwa i uczestniczył w organizacji oddziałów wojsk polskich. Był jednym z sześciu członków komitetu organizacyjnego Armii Polskiej we Francji, powstałego jeszcze przed powołaniem komitetu werbunkowego. Przebywając w Ameryce Północnej (1918–1919 i 1921–1930), wykładał literaturę i historię cywilizacji, kierując kolegium polskim w Cambridge Springs, a także pracował dla kilku czasopism polonijnych, jak „Kurier Nowojorski”, „Górnik” i „Gwiazda Polarna”.
W poczytnych powieściach dla młodzieży, które nawiązywały do lat epopei napoleońskiej, barwnie opisał wiele autentycznych postaci z tamtych czasów, czym zainspirował tak wybitnych pisarzy, jak Stefan Żeromski. Oddziaływał na kilka pokoleń Polaków i ich wychowanie patriotyczne.

## W kraju
Do Polski na stałe wrócił w 1930 i osiadł w willi „Ukrainka” w Konstancinie. Został prezesem Stowarzyszenia Pisarzy i Publicystów Emigracyjnych. Jego powieści historyczne cieszyły się niezmiennym powodzeniem czytelników (zwłaszcza młodych). Za całokształt działalności literackiej, w 1938 uhonorowany został Nagrodą im. Elizy Orzeszkowej.
Od 1936 był sołtysem Konstancina. Traktował tę funkcję jako honorową (nie pobierał wynagrodzenia). Zmarł nagle 30 października 1939. Pochowany został na cmentarzu w Skolimowie. Kondukt pogrzebowy z willi „Ukrainka” w Konstancinie na cmentarz w Skolimowie stał się wielką patriotyczną manifestacją. Już krótko po jego śmierci przyjęło się określenie, jakoby pisarz „zmarł ze zgryzoty po klęsce wrześniowej”.

## Twórczość
- Zginęła głupota! Powieść z niedalekiej przyszłości (1899)
- Pigularz (1901)
- Ugodowcy (1901)
- trylogia napoleońska[9]:
  - Huragan (1902)
  - Rok 1809 (1903)
  - Szwoleżerowie gwardii (1910) tom 1, tom 2
- Pani Walewska (1904)
- Czarny Generał (1904)
- Pamiętniki wojskowe Józefa Grabowskiego oficera sztabu cesarza Napoleona I, 1812-1813-1814 (1905)
- Finis Poloniae (1906)
- Anarchiści (1906)
- Księżna Łowicka (1908)
- Tragic Russia (1908)
- Emilia Plater (1910)
- Bem (1911)
- Babilon (1912)
- Miłość królewicza (1931)
- Thalitha Kumi (1907)
- Królobójcy (1905)
- Kajetan Stuart (1903)
- Interregnum (Bezkrólewie): powieść historyczna z XVIII wieku (1933)
- Fajka Batorego (1934)

## Film
W 1932 roku powstał film Księżna Łowicka (znany też pod tytułem Noc Listopadowa) na podstawie powieści pod tym samym tytułem. W rolach głównych wystąpili Jadwiga Smosarska, Stefan Jaracz i Józef Węgrzyn.
W 1937 Wacław Gąsiorowski był autorem dialogów i kierownikiem literackim filmu Ułan księcia Józefa (znanego też  pod tytułem Dziewczyna i ułan) z Franciszekiem Brodniewiczem i Jadwigą Smosarską w rolach głównych.
Również w 1937 roku w Hollywood powstał film Pani Walewska (ang. Conquest) w reżyserii Clarence’a Browna będący ekranizacją powieści Gąsiorowskiego pod tym samym tytułem. W roli tytułowej wystąpiła Greta Garbo.

## Odznaczenie
- Złoty Wawrzyn Akademicki (5 listopada 1938)[11]

## Upamiętnienie
- Tablica pamiątkowa odsłonięta w 1969 na bocznej ścianie pałacu Biskupów Krakowskich (od strony trasy W-Z)[12].
- 9 lipca 2001 został patronem ulicy w Warszawie w dzielnicy Stare Bemowo. Znajduje się tam również poświęcona mu tablica MSI.